# Louis-Vincent Thomas
Louis-Vincent Thomas, né le 20 mai 1922 à Paris et mort le 22 janvier 1994 à Paris, est un universitaire français, spécialiste de l'Afrique, qu'il a étudiée tour à tour ou simultanément sous les angles de la sociologie, de l'anthropologie et de l'ethnologie. Il est le créateur de la thanatologie, qui se veut le regroupement de tous les savoirs théologiques, philosophiques et scientifiques relatifs à la mort.
Après avoir enseigné à l'université de Dakar (Sénégal), il a été professeur de sociologie à l'UER des Sciences sociales de l'Université Paris V.
Ses écrits ont traité des idéologies et du socialisme, des rites funéraires et des systèmes de pensée en Afrique noire, puis de la mort, des religions et des idéologies funéraires en Afrique. Il a ensuite réalisé des études comparées sur la mort en Occident et en Afrique, avant de s'intéresser aux littératures de l'imaginaire, en particulier la science-fiction dans laquelle il voyait une réhabilitation des mythes. Il a souvent dénoncé la fausse rupture entre anthropologie et sociologie.

## Œuvres
- Les Diola. Essai d'analyse fonctionnelle sur une population de Basse-Casamance (thèse), Université de Paris : Faculté des lettres, 1959
- Joseph Kerharo et Louis-Vincent Thomas, La médecine traditionnelle des Diola de Basse-Casamance, Afrique-Documents, 5e et 6e cahiers, Dakar, 1963, 70 et 71, 179 p., p. 167-179[2]
- Les idéologies négro-africaines d'aujourd'hui, Paris : A.G. Nizet, 1965
- Le socialisme et l'Afrique
  - Tome 1, Essai sur le socialisme africain, Paris : Le livre Africain, 1966
  - Tome 2, L'idéologie socialiste et les voies africaines de développement, Paris : Le livre Africain, 1966
- Cinq essais sur la mort africaine, Dakar, Université de Dakar, Faculté des lettres et sciences humaines, 1968 (réédition Karthala 2013)
- La terre africaine et ses religions. avec René Luneau, Paris, Larousse, 1974

- Prix Monsieur et Madame Louis-Marin 1977 de l’Académie des sciences d’outre-mer
- Anthropologie de la mort, Payot, 1975
- Civilisation et divagations. Mort, fantasmes, science-fiction, Payot, 1979
- La Mort africaine : idéologie funéraire en Afrique noire, Payot, 1982
- Fantasmes au quotidien, Librairie des Méridiens, coll. « Sociologies au quotidien », 1984 (sur la science-fiction)
- Rites de mort : pour la paix des vivants, Fayard, 1985
- Anthropologie des obsessions, L'Harmattan, 1988 (sur la science-fiction)
- Préface de : Martine Courtois, Les Mots de la mort, Belin, 1991
- Préface de: Issa Makhlouf, Beyrouth ou la fascination de la mort, Éditions de La Passion, 1988.
- Mort et pouvoir Petite Bibl. Payot, Payot, 1998
- La mort en question. Traces de mort, mort des traces., L'Harmattan, Nouvelles Études anthropologiques, 1991
- Anthropologie de la maladie. Étude ethnologique des systèmes de représentations étiologiques et thérapeutiques dans la société contemporaines Bibl. scientifique avec François Laplantine, Payot, 1993
- Mélanges thanatiques. Deux essais pour une anthropologie de la transversalité., L'Harmattan, Nouvelles Études anthropologiques, 1993
- Les religions d'Afrique noire textes et traditions sacrés avec René Luneau, Stock, 1995
- Mort et pouvoir Petite Bibl. Payot Payot, 1999
- Les chairs de la mort : corps, mort, Afrique, Paris : Inst. d'Éd. Sanofi-Synthélabo, 2000	(Les empêcheurs de penser en rond), Préface de Jean-Marie Brohm
- La mort, Que Sais-Je, Puf, 2003
- Pouvoirs sorciers. Enquêtes sur les pratiques actuelles de sorcellerie avec Dominique Camus, Imago, 2004
- Fantasme et formation Inconscient et Culture avec René Kaës et Didier Anzieu, Dunod, 2006
- Éléments pour un itinéraire in Revue Sociétés, Modèle:Número, 2006/3, pp. 39–43, De Boeck Éditions,  (ISBN 2-8041-5181-6)
- Humains, non-humains, extra-humains. De la pluralité anthropologique des mondes. Écrits socio-anthropologiques, 1973-1994, Alboussière, Quel sport ? éditions, coll. « Archives du futur », 2018, 396 p.,  (ISBN 978-2-490070-04-6)